# Großsteingrab Späningen
Das Großsteingrab Späningen war eine mögliche megalithische Grabanlage der jungsteinzeitlichen Tiefstichkeramikkultur bei Späningen, einem Ortsteil der Gemeinde Bismark (Altmark) im Landkreis Stendal, Sachsen-Anhalt. Es wurde wohl spätestens im 19. Jahrhundert zerstört. Eine Beschreibung der Anlage liegt nicht vor, ihre mögliche Existenz ist nur durch die Bezeichnung „Hühnerland“ auf einem historischen Messtischblatt belegt.